# Jacob Duym

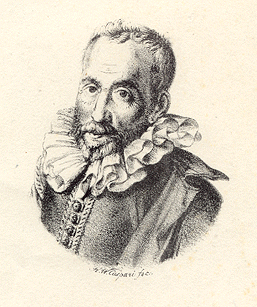
Jacob Duym

Jacob Duym (* 1547 in Löwen; † zwischen 1612 und 1616 in Muisbroek, Ekeren) war ein niederländischer Schriftsteller.

## Leben
Sein Vater, Hubert Duym, stammte aus Utrecht und immatrikulierte sich 1535 an der Universität Löwen, wo er sich nach seinem Studium und der Heirat mit Maria van de van den Broeck als Anwalt niederließ. Auch Jonkheer Jacob Duym studierte Jura an der alten Universität Löwen und wurde später Anwalt. Während der Zeit der sogenannten „Calvinistischen Republik“ (1577–1585) ließ er sich in Antwerpen nieder.
Als Hauptmann kämpfte er an der Seite der Rebellen unter Wilhelm von Oranien gegen die habsburgischen Truppen. Im Jahre 1584 geriet er in Gefangenschaft und wurde er von spanischen Soldaten im Schloss Namur festgehalten. Sein Vater, der auf der gegnerischen Seite kämpfte, fiel im gleichen Jahr bei Löwen, das von Rebellen belagert wurde. Nach fast zwei Jahren Kriegsgefangenschaft kam Duym 1586 durch eine Lösegeldzahlung seiner Stiefmutter frei und ließ sich mit seiner Frau Elisabeth Craechs in Leiden nieder, wo er bis 1608 blieb. Während er sich von seiner langen Gefangenschaft erholen musste, wurde er als Schriftsteller tätig und schloss sich der in Leiden aktiven flämischen Rhetorikergesellschaft „De Witte Acoleyen“ (altflämisch Witte Ackoleyen), ab 1591 der „De Oranje Lelie“ (altflämisch Orainge Lelie) und erneut der „Witte Acoleyen“ an.
1600 veröffentlichte er eine Sammlung mit Gedichten in der Manier der Rhetoriker, dem Spiegelboeck, 1606 folgte das Ghedenckboeck, in der er in sechs Theaterstücken den Krieg gegen Spanien aufgrund seiner eigenen Erfahrungen schildert.
Duym gilt als Übergangsfigur zwischen der Literatur der Rhetoriker und der Literatur der Renaissance in den Niederlanden.

## Schriften
- Jacob Duym: Het moordadich stuck van Balthasar Gerards, begaen aen den doorluchtighen prince van Oraignen, 1584 tragedische wijse in dichte ghestelt. Europeana, abgerufen am 15. Dezember 2015.
- Jacob Duym: Een spiegelboeck inhoudende ses spiegels waer in veel deuchden claer aen te mercken zijn, seer cortwijlich ende stichtelijck voor alle menschen om te lesen. Europeana, abgerufen am 15. Dezember 2015. Zitiertitel: Spiegelboeck (1600).
- Een ghedenck-boeck, het welck ons leert aen al het quaet en den grooten moetwil van de Spaingnaerden (1606)
- Benoude belegheringhe der stad Leyden (1606)
- Corte historische beschryvinghe der Nederlandscher oorlogen, vanden beginne ende aenvangh aff der beroerten tot het twaelff-jaerich bestandt toe (1612)